# Кулотино (Вышневолоцкий район)
Кулотино (карел. Kuurat’tina) — деревня в Вышневолоцком городском округе Тверской области.

## География
Находится в центральной части Тверской области на расстоянии приблизительно 20 км по прямой на восток от города Вышний Волочёк у западного берега озера Судомля.

## История
Была отмечена еще на карте Менде (состояние местности на 1848 год). В 1859 году здесь (деревня Вышневолоцкого уезда) было учтено 30 дворов. До 2019 года входила в состав ныне упразднённого Дятловского сельского поселения Вышневолоцкого муниципального района.

## Население
Численность населения составляла 143 человека (1859 год), 7 (русские 100 %) в 2002 году, 1 в 2010.